# Palingonalia bigutta
Palingonalia bigutta är en insektsart som beskrevs av Victor Antoine Signoret 1854. Palingonalia bigutta ingår i släktet Palingonalia och familjen dvärgstritar. Inga underarter finns listade i Catalogue of Life.